# Barbet Schroeder

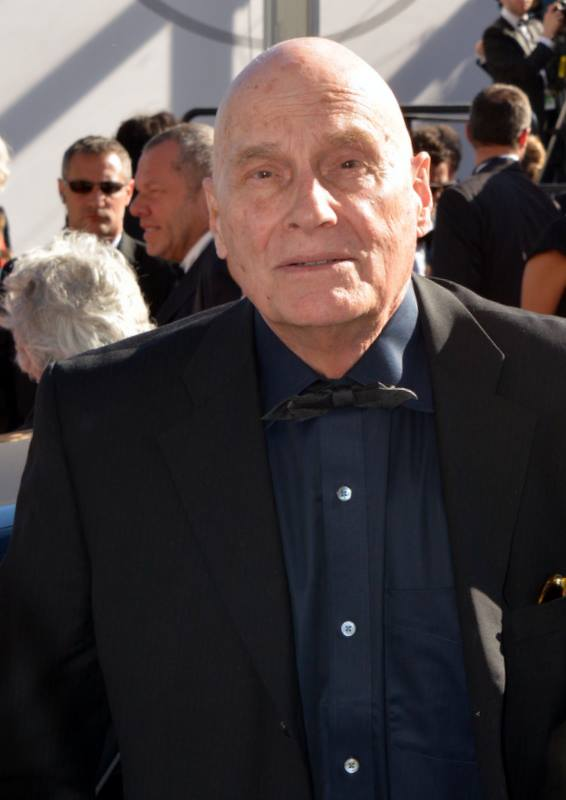
Barbet Schroeder beim Filmfestival von Cannes 2017

Barbet Schroeder (* 26. August 1941 in Teheran, Iran) ist ein französischer Filmproduzent, Filmregisseur, Drehbuchautor und Schauspieler.

## Leben
Er begann seine Karriere als Produzent der Filme von Éric Rohmer, darunter Die Sammlerin. Als Regisseur wurde Schroeder 1992 international bekannt durch den Film Weiblich, ledig, jung sucht …. Zuvor hatte er Jeremy Irons zu einem Oscar für Die Affäre der Sunny von B. verholfen, in dem er den angeblichen Mordversuch von Sunny von Bülow durch ihren Ehemann, den dänischen Adligen Claus von Bülow bearbeitete. Schroeder selbst wurde für seine Regie für den Oscar nominiert, hatte aber gegenüber Kevin Costner (Der mit dem Wolf tanzt) das Nachsehen. Zwei seiner früheren Arbeiten sind heute vor allem durch ihre Vertonung durch die englische Rockband Pink Floyd in Erinnerung geblieben: Die Filme More – mehr – immer mehr (gleichnamiger Soundtrack von Pink Floyd aus dem Jahr 1969) und La Vallée (Album Obscured by Clouds aus dem Jahr 1972).
Kritikerlob brachte Schroeder 2007 sein Dokumentarfilm Im Auftrag des Terrors ein, in dem er den kontroversen französischen Anwalt Jacques Vergès porträtierte und dafür 2008 den César für den besten Dokumentarfilm gewann. Im Jahr 2008 erhielt er für den französischen Thriller Das Geheimnis der Geisha eine Einladung in den Wettbewerb der 65. Filmfestspiele von Venedig.
Im Rahmen der Verleihung des Schweizer Filmpreises 2025 wurde ihm gemeinsam mit seiner Ehefrau Bulle Ogier der Ehrenpreis zuerkannt.

## Filmografie(Auswahl)
Schauspieler:
- 1963: Die Karabinieri (Les carabiniers) – Regie: Jean-Luc Godard
- 1963: Die Bäckerin von Monceau (La boulangère de Monceau) – Regie: Éric Rohmer
- 1965: Paris gesehen von… (Paris vu par…) Episode: „Gare du Nord“ – Regie: Jean Rouch
- 1973: Céline und Julie fahren Boot (Céline et Julie vont en bateau) – Regie: Jacques Rivette
- 1984: Theater der Liebe (L’amour par terre) – Regie: Jacques Rivette
- 1994: Die Bartholomäusnacht (La reine Margot) – Regie: Patrice Chéreau
- 1996: Mars Attacks! – Regie: Tim Burton
- 2006: Paris, je t’aime: Porte de Choisy – Regie: Christopher Doyle
- 2007: Darjeeling Limited (The Darjeeling Limited) – Regie: Wes Anderson

Regie:

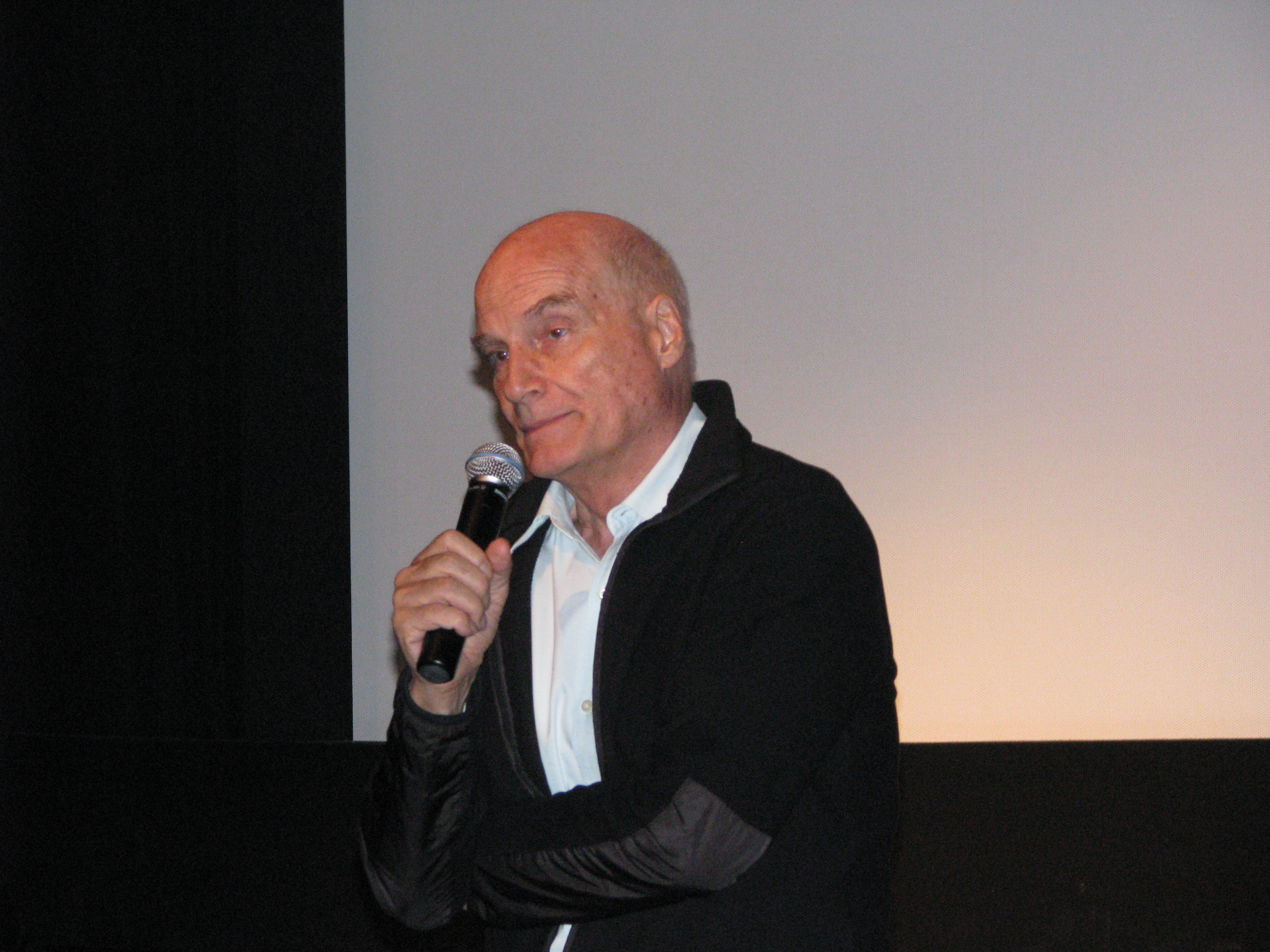
Schroeder im Jahre 2008

- 1969: More – mehr – immer mehr / Gier nach Lust (More)
- 1972: La Vallée
- 1974: General Idi Amin (Général Idi Amin Dada: Autoportrait) – Porträt des ugandischen Diktators
- 1976: Maîtresse
- 1978: Koko: A Talking Gorilla (Koko, le gorille qui parle)
- 1983: Die Spieler (Tricheurs)
- 1985: Die Charles-Bukowski-Tapes (The Charles Bukowski Tapes)
- 1987: Barfly – nach dem Drehbuch von Charles Bukowski mit Mickey Rourke
- 1990: Die Affäre der Sunny von B. (Reversal of Fortune)
- 1991: Weiblich, ledig, jung sucht … (Single White Female)
- 1994: Kiss of Death – Remake von Der Todeskuß von Henry Hathaway
- 1996: Davor und danach (Before and After) – mit Liam Neeson
- 1998: Desperate Measures – mit Michael Keaton, Andy García
- 2000: Die Madonna der Mörder (La virgen de los sicarios)
- 2002: Mord nach Plan (Murder by Numbers)
- 2007: Im Auftrag des Terrors (L’avocat de la terreur)
- 2008: Das Geheimnis der Geisha (Inju, la bête dans l’ombre)
- 2009: Mad Men Staffel 3, Folge 12 (Mad Men #3.12: The Grown-Ups)
- 2015: Amnesia
- 2017: Der ehrwürdige W. (Le vénérable W.). Dokumentarfilm
- 2023: Ricardo et la peinture (Ricardo und die Malerei). Dokumentarfilm

Produktion:
- 1972: Die Liebe am Nachmittag (L’Amour l’après-midi)